# Ploemel

Ploemel este o comună în departamentul Morbihan, Franța. În 1 ianuarie 2022 avea o populație de 3.109 de locuitori.